# Lucretia Mott
Lucretia Mott, születéskori nevén Lucretia Coffin (Nantucket, 1793. január 3. – La Mott, 1880. november 11.) amerikai kvéker abolicionista, nőjogi aktivista, társadalmi reformokért küzdő aktivista. A nők társadalmi helyzetének megváltoztatásával akkor kezdett foglalkozni, amikor 1840-ben több más nővel együtt kizárták a rabszolgaságellenes világkongresszusról. 1848-ban Jane Hunt meghívta egy gyűlésre, amely a nők jogairól szóló első nyilvános rendezvényhez, a Seneca Falls-i kongresszushoz vezetett; itt Mott az egyik társszerzője és aláírója volt az Érzelmek nyilatkozatának.
Szónoki tehetsége révén (fiatalkorában kvéker prédikátor volt) fontossá vált az abolicionisták, feministák és reformmozgalmárok között. Amikor az Amerikai Egyesült államok 1865-ben megszüntette a rabszolgaságot, azt javasolta, hogy a volt rabszolgák, férfiak és nők egyaránt, kapjanak választójogot. 1880-ban bekövetkezett haláláig a reformmozgalmak központi alakja volt.

## Családja és fiatalkora
Lucretia Coffin 1793. január 3-án született Nantucketben (Massachusetts), Anna Folger és Thomas Coffin második gyermekeként. Unokatestvére, Benjamin Franklin, egyike volt az Egyesült Államok függetlenségi nyilatkozatának megszövegezőinek és aláíróinak, míg a rokonság más tagjai hűségesek maradtak a brit koronához.
13 éves korában a kvékerek által irányított Nine Partners iskolába küldték. Tanulmányai végeztével tanárként dolgozott. Amikor rájött, hogy az iskola férfi tanárai lényegesen nagyobb fizetést kaptak, mint a tanárok, elkezdett érdeklődni a női jogok iránt. Családja Philadelphiába költözött; ekkor Lucretia és egyik tanártársa, James Mott követték őket.
1811. április 10-edikén Lucretia Coffin és James Mott házasságot kötöttek. Hat gyermekük született, akik közül öt érte meg a felnőttkort. Gyermekeik, szüleik példáját követve, mindannyian részt vettek a rabszolgaellenes mozgalomban és más reformmozgalmakban.

## Pályafutása

### Abolicionizmus
A kvékerek többségéhez hasonlóan, Lucretia Mott gonosznak tartotta a rabszolgaságot. Részben Elias Hicks prédikátor hatására más kvékerekkel együtt nem volt hajlandó gyapotruhát, nádcukrot és rabszolgák által előállított más termékeket használni. 1821-ben maga is kvéker prédikátor lett. Prédikátorként sokat utazott, és beszédeiben hangsúlyozta a belső fényt, azaz az isteni jelenlétet minden egyes emberben. Prédikációiban megemlítette rabszolgaságellenes nézeteit is. 1833-ban az Amerikai Rabszolgaságellenes Társaság (American Anti-Slavery Society) alakuló ülésén Lucretia Mott volt az egyedüli női felszólaló. Rövid idővel az ülés után megalakult a Philadelphiai Női Rabszolgaságellenes Társaság, amelynek egyik alapítója Lucretia Mott lett. A társaság jó kapcsolatokat ápolt a philadelphiai fekete közösséggel, és Lucretia Mott maga is gyakran prédikált a fekete gyülekezetekben. 
1840. júniusban részt vett a londoni rabszolgaságellenes világkongresszuson. Mott egyike volt a hat női küldöttnek, de a gyűlés előtt a férfiak megszavazták, hogy kizárják az amerikai nőket a résztvevők közül, akiknek egy elkülönített helyen kellett ülniük. A rabszolgaságellenes mozgalom vezetői ugyanis nem akarták, hogy a női jogok kérdését összekapcsolják a rabszolgaság eltörlésével, és így elvonják a figyelmet az abolicionizmusról. Ugyanakkor több amerikai férfi tiltakozott a nők kizárása ellen, és egyesek velük együtt az elkülönített helyen ültek. 
Hazatérve az Egyesült Államokba, megújult erővel folytatta a rabszolgaság elleni küzdelmét. Férjével együtt vállalták, hogy házuk a menekült rabszolgákat segítő földalatti vasút egyik állomása legyen. (1856-ban azonban Mott nyilvánosan elutasította a szökevény rabszolgák megsegítését, amit a libériai gyarmatosításhoz hasonlított, mert úgy vélte, hogy egyik sem képes hatékonyan küzdeni a rabszolgaság ellen.) Folytatta előadásait a jelentősebb északi városokban, emellett a rabszolgatartó államokba is elutazott, ahol szintén előadásokat tartott, és találkozókat szervezett rabszolgatulajdonosokkal is, akikkel a rabszolgaság erkölcsi kérdéseiről beszélgetett.

### Nők jogai

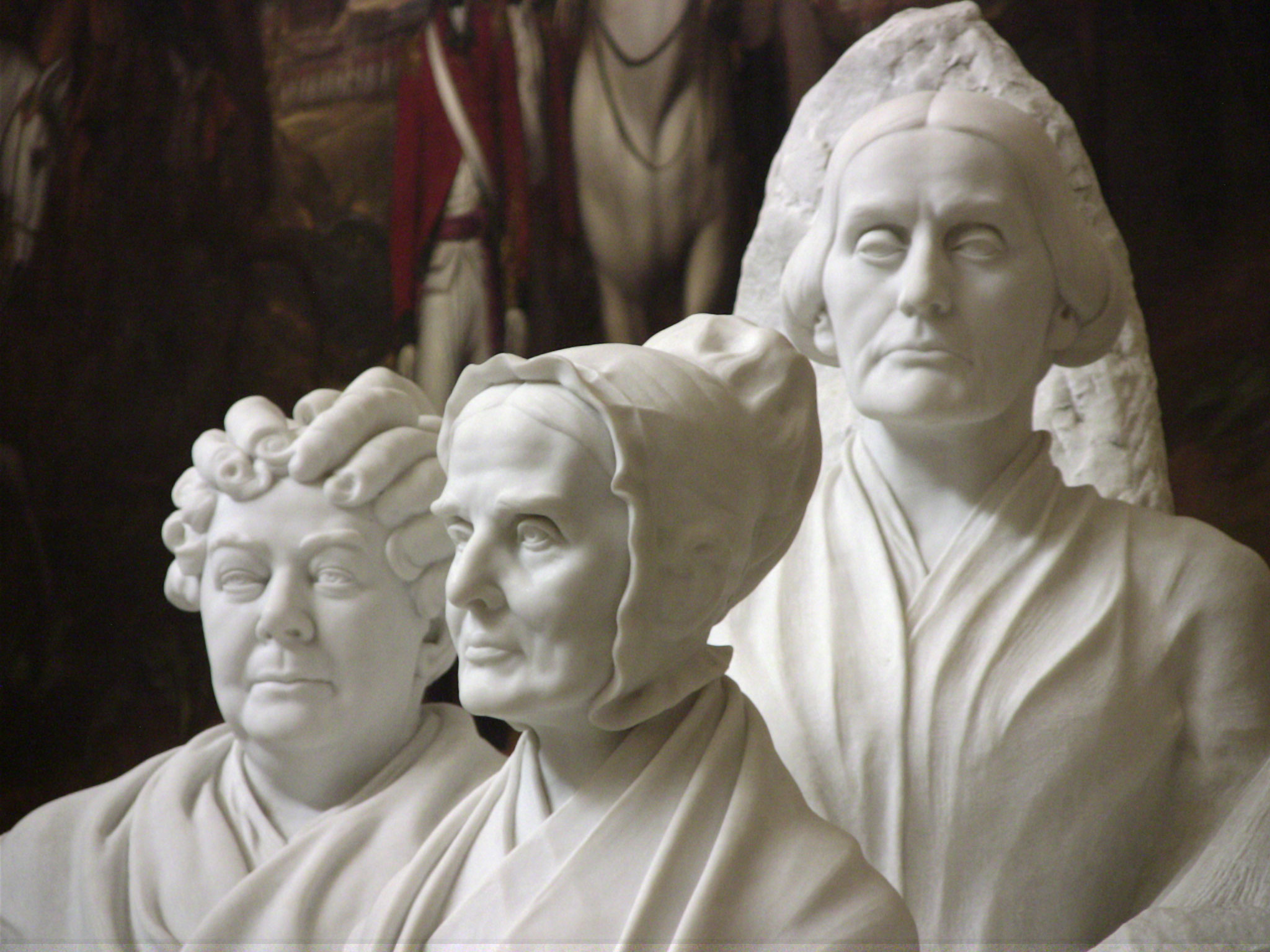
Az amerikai női jogi mozgalom úttörőit (balról jobbra Elizabeth Cady Stanton, Susan B. Anthony és Lucretia Mott) ábrázoló szoborcsoport a washingtoni Capitoliumban, Adelaide Stone alkotása, 1920

A londoni rabszolgaellenes kongresszuson ismerkedett meg Elizabeth Cady Stantonnal, aki azért küzdött, hogy egyszerűbbé tegye a válást, és biztosítsa a nők gyermekfelügyeleti jogát. Míg a korai feministák közül néhányan nem értettek egyet Cady Stanton javaslataival és botrányosnak tartották ezeket, Lucretia nagyon bízott Elizabeth Stanton ösztöneiben és meglátásaiban a nők jogait illetően.
1848-ban Mott és Cady Stanton megszervezte a Seneca Falls-i kongresszust, az első női jogi kongresszust, és Mott egyike volt a kongresszus által elfogadott Érzelmek nyilatkozatának. A következő évtizedekben a női jogi mozgalom fő célja a nők választójogának elfogadtatása állt. 
1850-ben jelent meg Mott Discourse on Woman című pamfletje, amelynek tárgya a nők korlátozása az Egyesült Államokban volt.
A polgárháború után, 1866-ban Mott, Stanton, Susan B. Anthony és Lucy Stone megalapította az Egyenlő Jogok Amerikai Társaságát  (American Equal Rights Association, AERA); a társaság első elnöke Lucretia Mott lett. Az elnökségről 1868-ban lemondott, amikor Stanton és Anthony egy ellentmondásos megítélésű üzletemberrel, George Francis Trainnel szövetkezett.

### Pacifizmus
Mott pacifista volt, és az 1830-as években részt vett a New England Non-Resistance Society gyűlésein. Ellenezte a Mexikó elleni háborút. A polgárháború után egyik fő szószólója volt az 1866-ban alapított Universal Peace Unionnak.

## Fordítás
Ez a szócikk részben vagy egészben  a   Lucretia Mott című angol Wikipédia-szócikk ezen változatának fordításán alapul.  Az eredeti cikk szerkesztőit annak laptörténete sorolja fel. Ez a jelzés csupán a megfogalmazás eredetét és a szerzői jogokat jelzi, nem szolgál a cikkben szereplő információk forrásmegjelöléseként.